# Gestion de processus
La gestion des processus (ou process management, management par les processus) représente les techniques d'organisation par la décomposition en différents stades de réalisation d'une opération économique.
La gestion de processus a pour but de décrire de manière très précise le mode de fonctionnement de l'entreprise pour disposer d'une vision transversale de l'entreprise (c'est-à-dire au-delà des fonctions de management ou de l'activité dans son ensemble). C'est ainsi qu'ils assurent l’équilibre entre les différents éléments.

## Enjeux de la gestion par les processus

### Rôle des processus
Le processus détaillé permet de connaître clairement :
- Le rôle de chacun dans l'accomplissement d'une tâche,
- Le positionnement des acteurs les uns par rapport aux autres (notion de clients / fournisseurs internes).

### Gestion et processus
La gestion des processus :
- permet à chacun de se situer dans la masse gigantesque de tâches que l'entreprise réalise chaque jour,
- permet à chacun de connaître sa valeur ajoutée dans la réalisation d'une tâche,
- permet de responsabiliser l'ensemble des acteurs de l'entreprise. En effet, un collaborateur ne ralentira pas (volontairement) la chaîne de valeur de l'entreprise car il saura que d'autres maillons de la chaîne ont besoin que son travail soit accompli. Si le travail n'est pas réalisé, l'ensemble de la chaîne pourra identifier le maillon qui bloque.
- permet également de connaître les dysfonctionnements de l'entreprise (perte de temps dans le traitement d'une donnée par exemple) et d'en déterminer les causes (mauvais outil informatique, donnée non transmise à temps ou incomplète…).

### Gestion des processus et performance de l'entreprise
La gestion des processus peut grandement augmenter la performance d'une entreprise (de par la responsabilisation de tous mais également par l'identification de dysfonctionnements), mais cette gestion des processus doit être dynamique. En effet, les mentalités changent, les outils informatiques également. Le Time to market, délai demandé par un client pour l'obtention d'un produit, fait qu'il est obligatoire de sortir un produit ou un service plus vite que la concurrence (Réactivité industrielle).
L'entreprise doit donc sans cesse se remettre en cause et optimiser ses modes de fonctionnements (processus). Cette démarche processus doit s'accompagner de méthodes de mesures de performance :
- Business Activity Monitoring : mise en place d'indicateurs clés de performance (KPI) au niveau opérationnel (évolution du rendement d'une machine en pièce / heure, évolution du nombre d'appels traités / heure dans un centre d'appel…
- Corporate Performance Management : mise en place d'indicateurs d'aide à la décision plus stratégique, aidant les dirigeants à remodeler la stratégie d'entreprise en fonction de la concurrence et des attentes clients.

La gestion des processus est avant tout une approche pragmatique, basée sur les réalités du terrain.

## Caractéristiques de la gestion par les processus
Cette approche processus se fait sous forme de strates :
- Le niveau le plus haut correspond aux macro-processus de l'entreprise. Exemple : Définir la stratégie commerciale de l'entreprise, déterminer la politique d'investissement. Les acteurs de ces processus sont, à ce stade, les directions de l'entreprise. Normalement étendue aux trois types de processus - processus de pilotage, processus de réalisation et processus support - cette présentation des processus est souvent appelée "cartographie des processus". Les principales interactions entre les processus sont alors représentées sous forme de produits (produit de sortie d'un processus et produit d'entrée dans un autre processus).

- Le niveau intermédiaire est une première déclinaison des macros processus en processus d'affaires. Il s'agit d'encapsuler un certain nombre d'étapes de l'entreprise. Exemple : construire le Plan industriel et commercial, sélectionner les articles, administrer les flux logistiques avals… Les acteurs de ces processus sont les services ou départements de l'entreprise, rattachés aux directions mentionnées ci-dessus.

- Le niveau le plus fin correspond au processus détaillé. Ce dernier est un enchaînement des tâches opérationnelles ou décisionnelles. Lorsque le processus est bien conçu, cet enchainement traverse plusieurs services. Cet aspect transfonctionnel permet de garantir la priorité de l'action sur l'aspect organisation administrative de l'entreprise. Dans de nombreuses entreprises les processus restent liés aux fonctions, dans ces cas l'action est entravée et la portée de l'effort vers des processus formalisés est réduit.

Cette présentation des processus par strates convient tant que l'on se limite à une vision plus ou moins détaillée des activités. Elle ne fait pas intervenir les données. Par contre, si l'on veut disposer de l'architecture fonctionnelle complète du système d'information, alors il est nécessaire d'établir la liste exhaustive des données générées par le système de gestion de l'organisme puis de répartir celles-ci entre les étapes de chaque processus.